# 알파폴드
알파폴드(AlphaFold)는 알파벳 (기업) 자회사 딥마인드가 개발한 인공지능(AI) 프로그램으로 단백질 구조를 예측하는 프로그램이다. 이 프로그램은 딥러닝 시스템으로 설계되었다.
알파폴드 소프트웨어에는 두 가지 주요 버전이 있다. 알파폴드 1(2018)을 사용한 연구진은 2018년 12월 제13회 CASP(Critical Assessment of Structure Prediction)에서 종합 순위 1위를 차지했다. 이 프로그램은 특히 가장 어렵다고 평가된 대상의 가장 정확한 구조를 예측하는 데 성공했다. 경쟁 주최측에서는 부분적으로 유사한 서열을 가진 단백질에서 기존 주형 구조를 사용할 수 없었다. 알파폴드 2(2020)를 사용한 팀은 2020년 11월 CASP14 대회에 다시 배치되었다. 이 팀은 다른 어떤 그룹보다 훨씬 높은 수준의 정확도를 달성했다. CASP의 전역 거리 테스트(GDT)에서 단백질의 약 3분의 2에 대해 90점 이상을 기록했다. 이 테스트는 계산 프로그램이 구조를 예측한 것이 실험실 실험에서 결정한 구조와 유사한 정도를 측정하는 테스트이다. GDT 계산에 사용되는 거리 구분 내에서 완전히 일치한다.
CASP14에서 알파폴드 2의 결과는 "놀랍고" "변형적"이라고 설명되었다. 일부 연구자들은 예측의 3분의 1에 대해 정확도가 충분히 높지 않으며, 단백질 접힘 문제가 해결된 것으로 간주될 만큼 단백질 접힘의 메커니즘이나 규칙을 밝히지 못한다고 지적했다. 그럼에도 불구하고 기술적 성과에 대한 존경심은 널리 퍼져 있으며, 분석에 따르면 알파폴드 2는 단일 돌연변이 효과까지 예측할 수 있을 만큼 정확하다. 2021년 7월 15일 알파폴드 2 논문은 오픈 소스 소프트웨어 및 검색 가능한 종 단백체 데이터베이스와 함께 사전 접근 출판물로 네이처에 게재되었다. 알파폴드의 고급 버전이 현재 개발 중이다. 이를 통해 핵산, 작은 리간드, 이온 및 변형된 잔기를 포함하는 단백질 복합체의 모델링이 가능하다.

## 같이 보기
- Folding@home
- 블루 진
- 폴드잇
- Rosetta@home
- 알파제로
- 알파고